# 束棒

罗马帝国的束棒

束棒（拉丁語：fasces、拉丁語發音：[ˈfaskeːs]），音译「法西斯」，是一根被许多木棍围绕绑在一起的斧头，是義大利的象徵。該元素起源於伊特魯里亞文明，在傳到古羅馬後則成為象徵著地方法官和管轄權的權力。可以说这是古罗马领事权力的象征。最初與符號相關的斧頭雙頭斧則來自克里特島，是古希臘文明最古老的符號之一。對於羅馬人而言，它被稱為「bipennis」。
在現代世界，該符號中作為權威或集體權力、法律和治理的代表而存在。束棒在纹章学中經常作為衝鋒紋章出現：它出現在墨丘利10美分硬币的背面和美国众议院講台的後面；這也是意大利国家法西斯党名稱的由來（法西斯主義一詞就是由此而來）。
在二十世紀上半葉，納粹黨徽和束棒（每個符號都有自己獨特的古代宗教和神話聯想）與阿道夫·希特勒和贝尼托·墨索里尼的法西斯主義運動密切相關；受到由此引發第二次世界大戰的歷史影響，「卐」字受到了深深的污名化，但束棒卻沒有經歷過類似的過程。由於束棒早在墨索里尼崛起之前就已經被意大利以外的許多政府採用，因此在二戰後許多國家仍持續使用該標誌。相比之下，卍字符僅在亞洲民俗宗教和納瓦霍肖像畫中仍然普遍使用。

## 概要
在官方场合下高级官员的卫兵在他的前面持束棒来代表到来的官员的级别和权利。按官员的级别的不同，他们的束棒的数量也不等。允许持束棒的官员有最高裁判官、地方长官、最高执政官、总督、独裁官和皇帝。按罗马历史学家的描述上古羅馬國王就已经持束棒作为他们权力的代表了。
束棒的捆在一起的木棍代表团结，而斧头（古代用来砍头）则代表最高权力。斧头在地中海地区很早就有代表权力的意义了。在罗马胜利游行的过程中特别勇敢的士兵也可以持斧头（但不是束棒）。在罗马的传统中一个官员进入罗马城后束棒的斧头的头必须摘下来，只有独裁者才允许带斧头的头进入罗马城。
束棒代表权力和威信的意义一直延续到今天：
- 法国国徽上有束棒的标志，这个标志是拿破仑引入的。
- 西班牙国民警卫队的标志是束棒。
- 束棒最著名的是在20世纪上半叶被意大利法西斯党作为标志使用，从此引出了法西斯主义。
- 瑞士圣加仑州州徽是一个束棒。
- 美国华盛顿市林肯纪念堂林肯像的座位的正面也有束棒的图像。
- 厄瓜多國徽標誌有盾下有一束棒，兩側有國旗四面和月桂、棕櫚枝條裝飾。

## 相关徽章

法國國徽
法國國徽
法國國徽
法國國徽
法蘭西第一共和國國徽
法國國徽（1791－1804）
法國國徽（1905－1953）
法國國璽（英语：Great Seal of France）
西班牙軍隊法律軍團（英语：Common Corps of the Spanish Armed Forces）團徽
西班牙国民警卫队隊徽
西班牙国民警卫队海洋警衛隊隊徽
西班牙国民警卫队空中警衛隊隊徽
意大利王國大國徽（1929－1944）
意大利王國小國徽（1929－1944）
意大利社會共和國國徽
國家法西斯黨黨徽
法西斯意大利徽章
圣加仑州州徽
厄瓜多国徽
大哥伦比亚共和国国徽
厄瓜多国徽（1830－1835）
厄瓜多国徽（1845－1860）
厄瓜多国徽（1860－1900）
厄瓜多陸軍（英语：Ecuadorian Army）军徽
古巴國徽
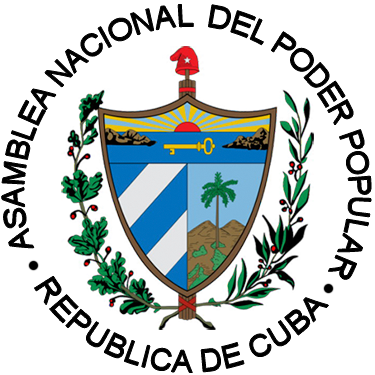
全國人民政權代表大會會徽
卡馬圭省省徽（英语：Coat of arms of Camagüey Province）
比那尔德里奥省省徽
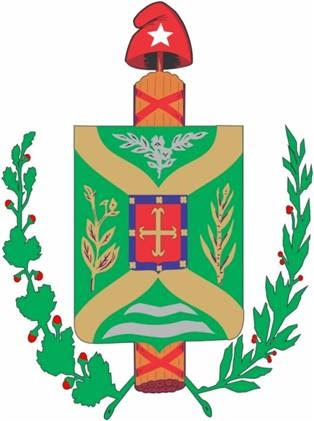
阿爾基薩市徽
巴亞莫市徽
喀麦隆国徽
烏克蘭憲兵軍徽
美國參議院院徽
美国税务法院法徽
科罗拉多州州徽（英语：Seal of Colorado）
美國法院行政辦公室（英语：Administrative Office of the United States Courts）徽章
诺沃克市徽
愛國者陣線黨徽
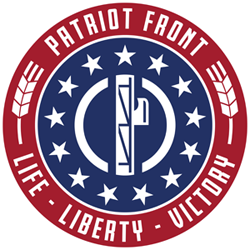
愛國者陣線黨徽
法蘭西第四共和國議會（法语：Conseil de la République）會徽
马亚诺市徽
昂布罗奈市徽
上梅尔西市徽
葡萄牙国徽（提议稿，1911）
意屬東非國徽
挪威警察局（英语：Norwegian Police Service）局徽
民族党党徽

## 相關旗幟

意大利社會共和國軍隊軍旗
國家法西斯黨黨旗
维希法國时期菲利普·贝当的個人旗（1940年-1944年）
圣加仑州州旗
厄瓜多国旗
大哥伦比亚共和国国旗
厄瓜多国旗（1830－1835）
厄瓜多尔总统旗
厄瓜多陸軍（英语：Ecuadorian Army）軍旗
古巴共和國主席旗（陸上）
古巴共和國主席旗（海上）
古巴總統旗（1909－1929）
古巴總統旗（1929－1959）
诺沃克市旗
愛國者陣線黨旗
愛國者陣線黨旗
埃尔默洛市旗（1791）

## 其他应用

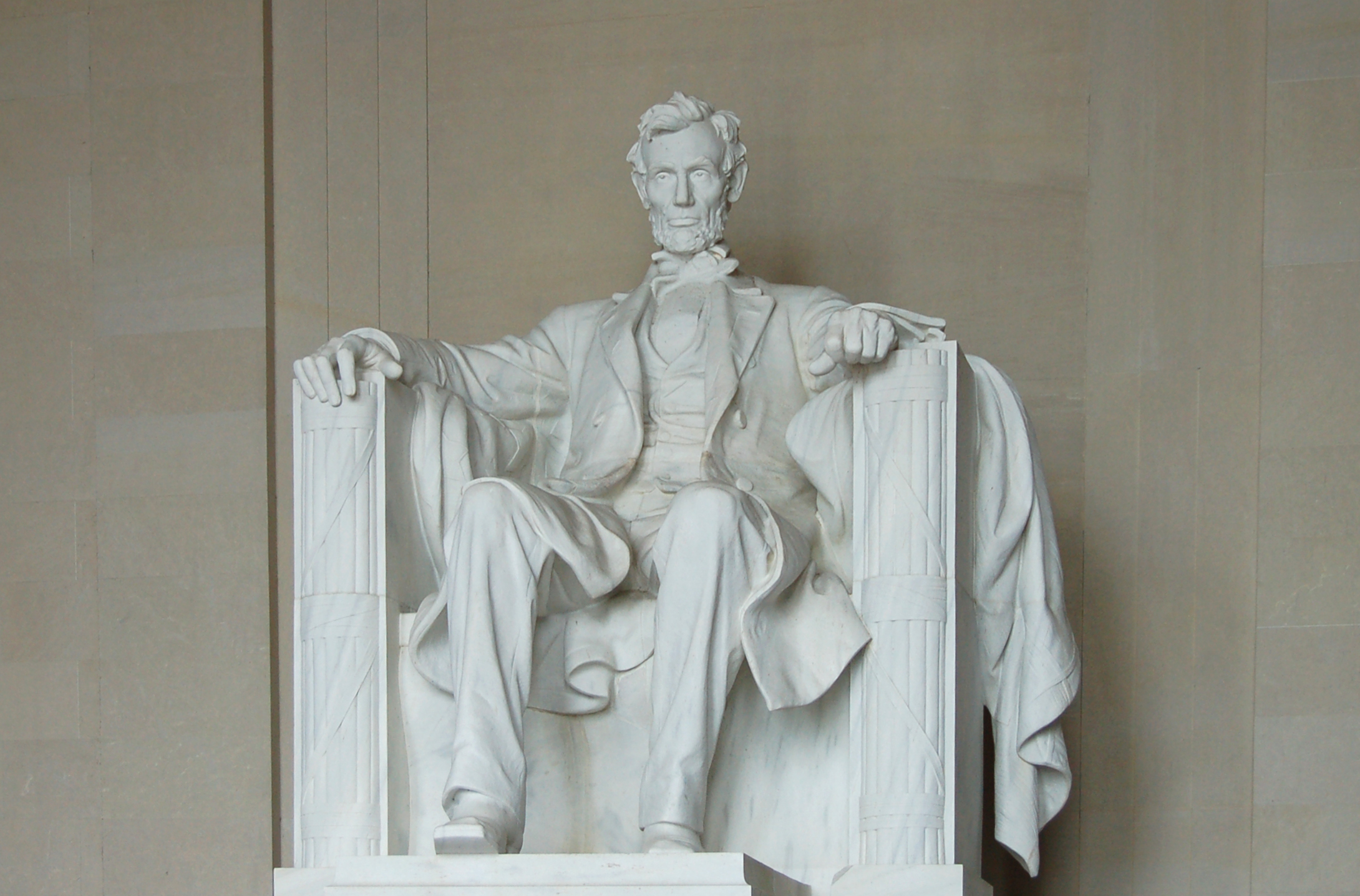
林肯紀念堂內的亞伯拉罕·林肯雕像，座位正面用束棒装饰
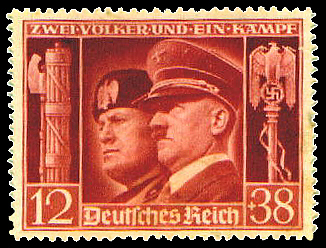
納粹德國郵票，左側為束棒
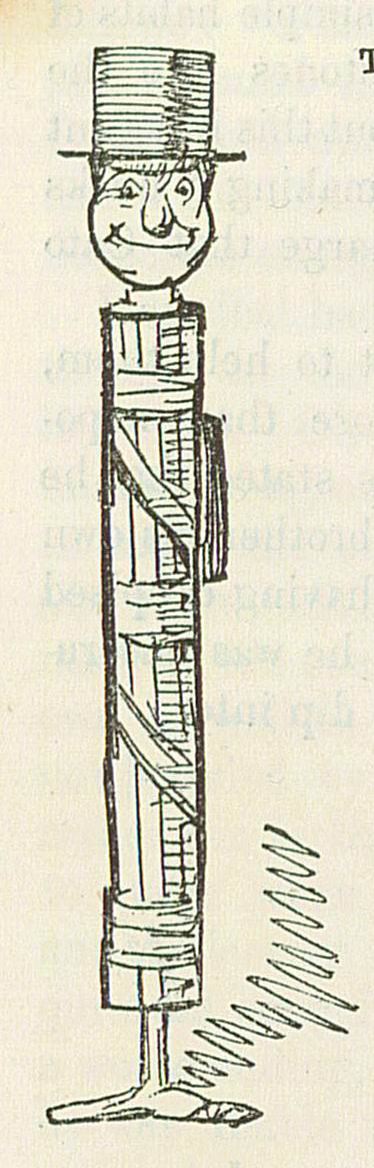
約翰·李奇（英语：John Leech (caricaturist)）的一幅漫畫
- 1793年版《人權與公民權宣言》，中间用束棒装饰
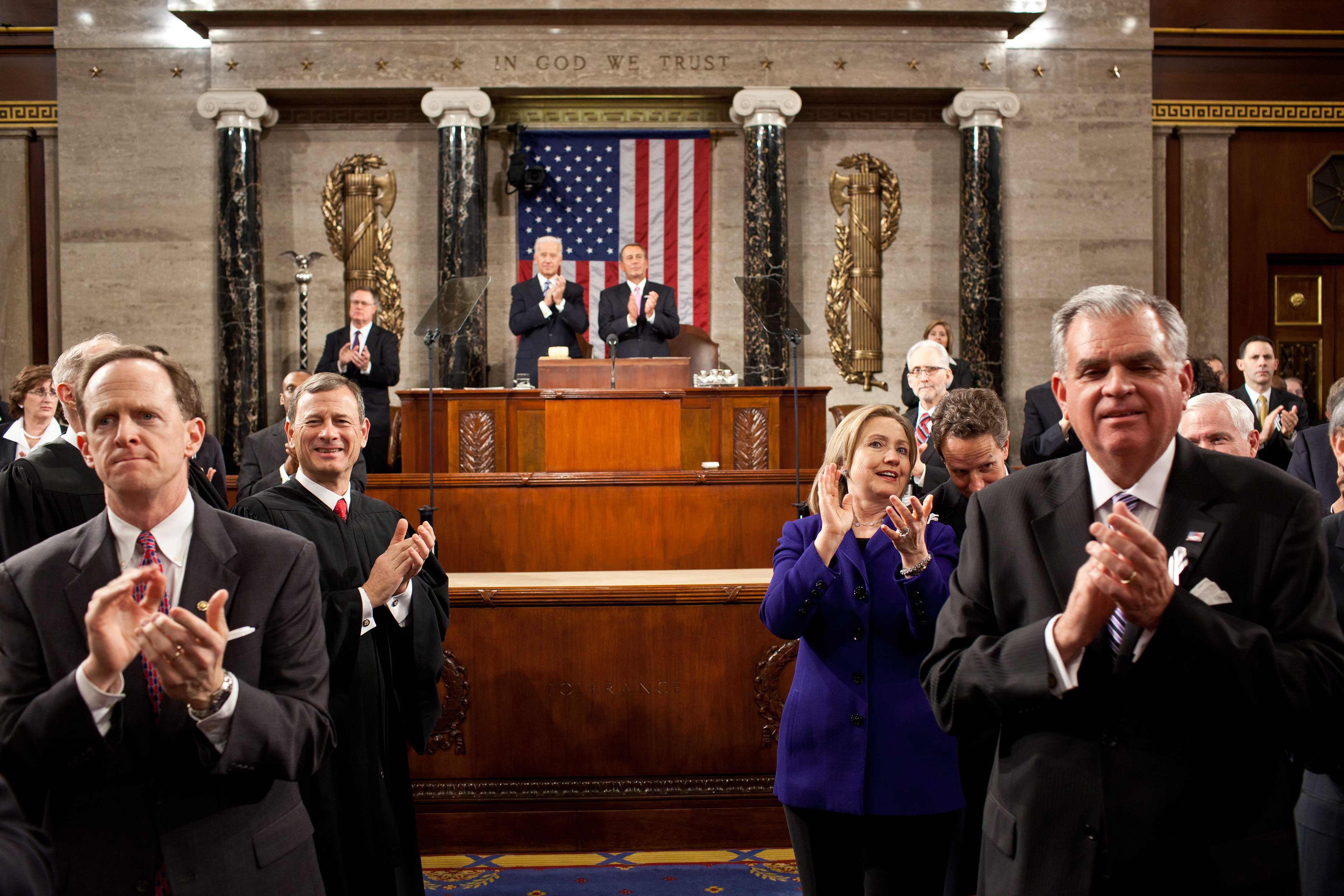
美國眾議院，主席臺美國國旗左右兩側以束棒裝飾

### 引用
1. ↑  the term for a single-bladed axe being hēmipelekys "half-pelekys", e.g. Il. 23.883.

### 書目
- Brennan, T Corey. . Oxford University Press. 2022  [2022-12-26]. ISBN 978-0-19-764488-1. （原始内容存档于2023-05-18）.
- Crawford, Michael Hewson. . Cambridge University Press. 1974. ISBN 978-0-521-07492-6.
- Drummond, Andrew. . Oxford Classical Dictionary. Oxford University Press. 2015-12-22  [2022-12-21]. doi:10.1093/acrefore/9780199381135.013.2639. （原始内容存档于2018-06-02）.
- Hornblower, Simon;  et al (编).  4th. Oxford University Press. 2012  [2022-12-26]. ISBN 978-0-19-954556-8. OCLC 959667246. （原始内容存档于2024-01-08）.
- Marshall, Anthony J. . Phoenix. 1984, 38 (2): 120  [2022-12-26]. doi:10.2307/1088896. （原始内容存档于2022-11-09）.
- Tempest, Kathryn. [*mmo3DwAAQBAJ - 搜索 Google 圖書 ] 请检查|url=值 (帮助). London: Yale University Press. 2017. ISBN 978-0-300-18009-1.

## 外部連結
- Fasces - World History Encyclopedia （页面存档备份，存于）
- A definition
- Livius.org: Fasces 的存檔，存档日期2014-02-20.
- Fasces on flags
- The fasces as Ancient Roman icon （页面存档备份，存于）
- Reverse of 1989 Congress Bicentennial Silver Dollar showing fasces